# Alexandr Vasiljevič Ustinov (fotograf)

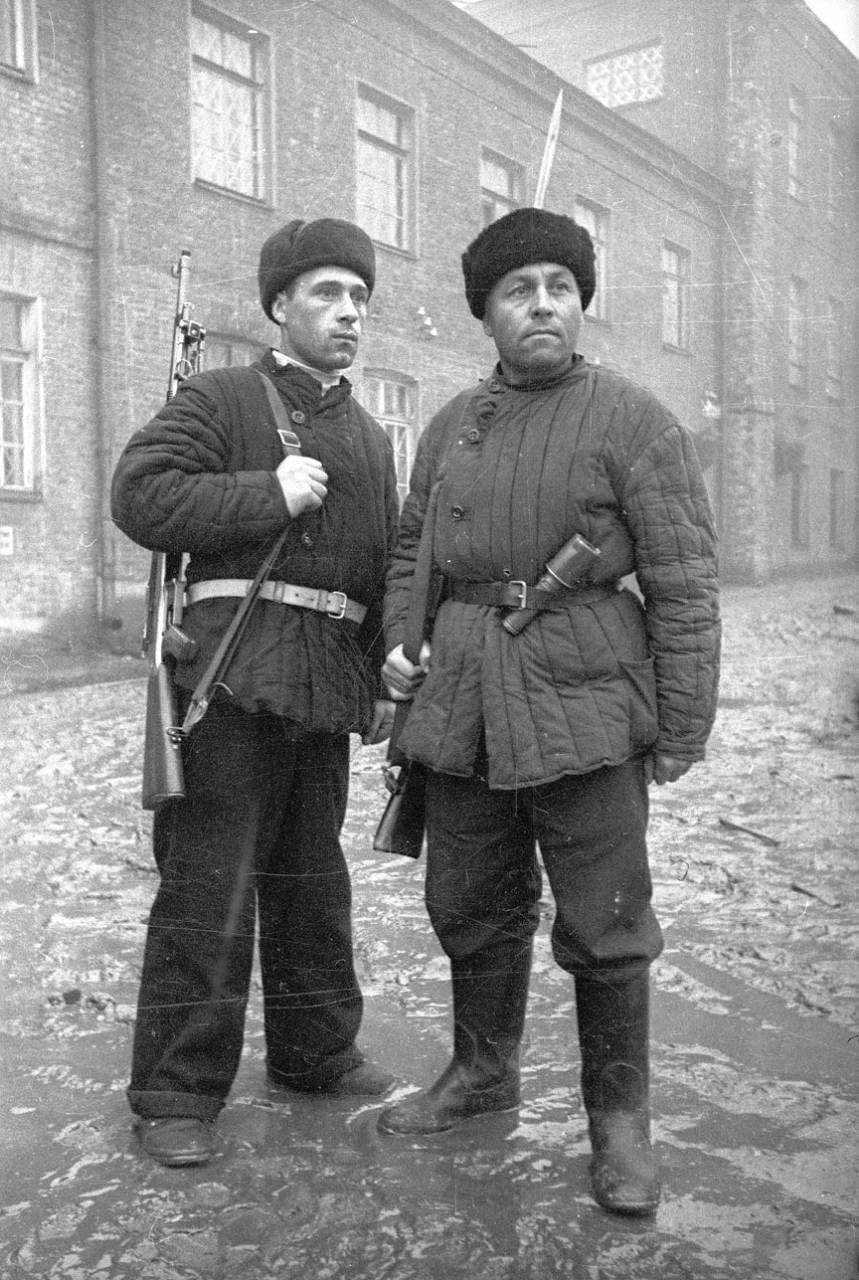
„Pracovníci moskevské milice na hranicích Moskvy“, říjen 1941

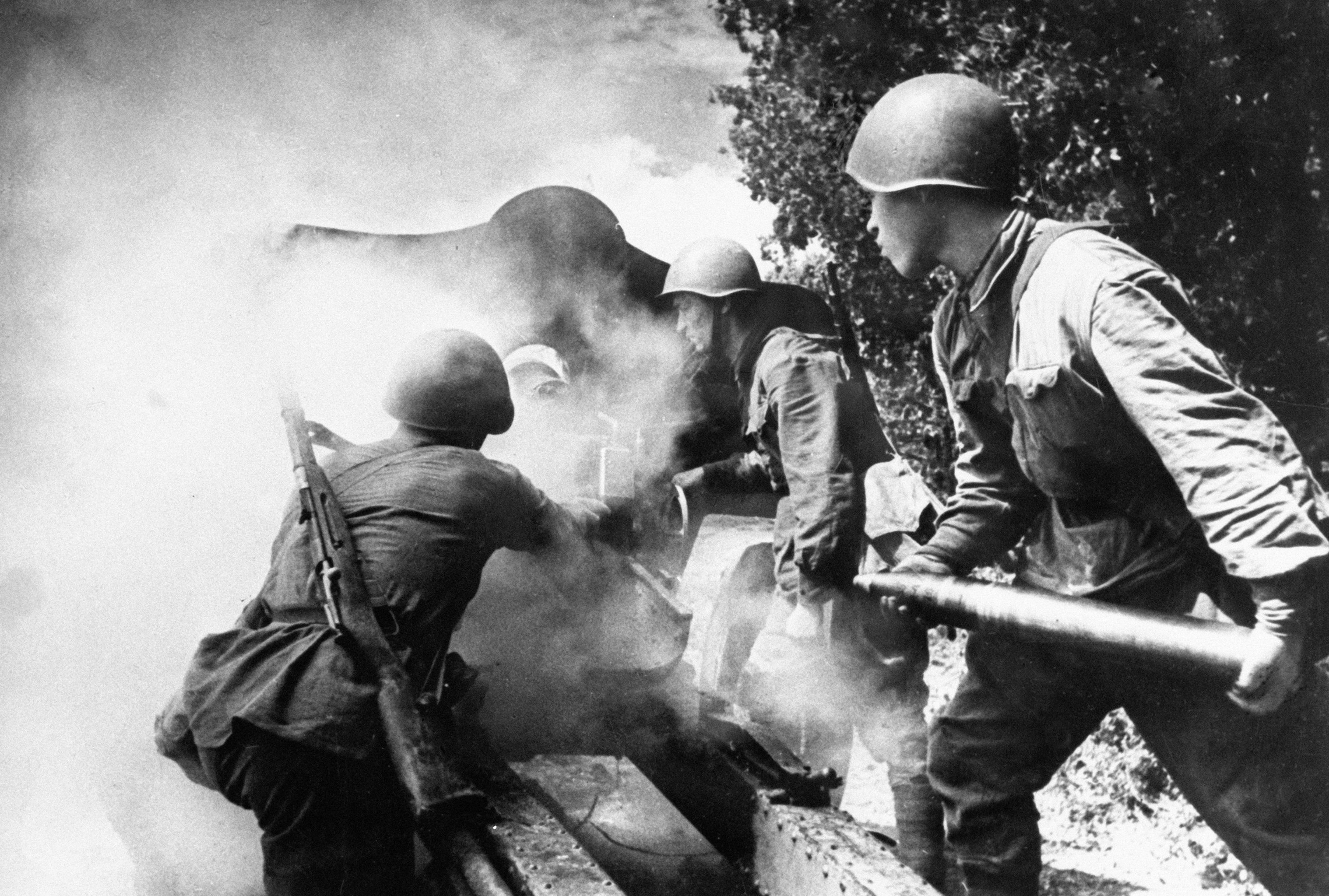
„Vojáci Velké vlastenecké války“, vojáci s dělem 76 mm USV střílí na nepřítele, 1941

Alexandr Vasiljevič Ustinov (16. června 1909 Moskva – 8. února 1995, tamtéž) byl sovětský fotograf a fotoreportér.

## Životopis
Narodil se 16. června 1909 v Moskvě. V roce 1926 absolvoval sedmiletou školu. Ve 30. letech vystudoval dělnickou fakultu na Institutu kinematografie, spolupracoval s novinami Gudok, Mašinostrojenie, Krasnaja zvezda, Ilustrovanaja gazeta, časopis Ogoňok. Pro naposledy jmenovaný v roce 1938 pořídil svou slavnou fotoreportáž o přípravě letu posádky letadla Rodina, které uskutečnilo nepřetržitý let Moskva – Dálný východ. O rok později přestoupil jako fotografický reportér do noviny Krasnaja zvezda. Po zbývající čas probíhající druhé světové války v letech 1941–1945 působil jako vojenský fotoreportér pro noviny Pravda, ve kterých zůstal jako fotoreportér i po válce až do roku 1995. Od 50. let se stal navíc ještě oficiálním fotografem Kremlu. Na konci padesátých let a počátkem šedesátých let se v díle Alexandra Ustinova objevila nová témata – dobývání dosud neobdělávané půdy, lety do vesmíru nebo žánrové snímky. Dokumentoval vše, co se v zemi dělo, jeho fotografie se téměř denně objevovaly v Pravdě a dalších médiích. V roce 1966 se uskutečnila samostatná výstava „25 let v Pravdě“, která se konala v Domě novinářů (Moskva).
Alexandr Vasiljevič Ustinov zemřel 8. února 1995 v Moskvě a byl pohřben na Vagaňkovském hřbitově.

## Kniha od Alexandra Ustinova
1976 – „Vybrané fotografie. Alexandr Ustinov“. Nakladatelství Planeta, Moskva

## Ceny a ocenění
- 1948 – Diplom na výstavě „Velká vlastenecká válka v umělecké fotografii“ za dílo „Den vítězství v Moskvě“
- 1948 – Diplom II. stupně na výstavě fotografií Všesvazové věnovaný XXI. Kongresu KSSS za dílo „Na kolektivní farmě. Leninova cesta „
- 1961 – Čestný diplom na výstavě uměleckých fotografií Všesvazové „Sedm let v akci“
- 1962 – Diplom III. stupně na Všesvazové umělecké výstavě fotografií „Sedm let v akci“ za dílo „Na pódiu mauzolea 9. srpna 1961“
- 1963 – Stříbrná medaile a diplom na IV. Mezinárodní výstavě fotografií zemí Baltského moře za dílo „XX století“
- 1964 – Diplom III. stupně na Všesvazové umělecké výstavě fotografií „Sedmiletý plán v akci“ za díla „Otevření severokrimského kanálu“ a „Ve svatebním paláci“
- 1965 – Čestný diplom na Interpressfoto za práci „Návrat z vesmíru“
- 1965 – Bronzová medaile na mezinárodní výstavě fotografií zemí Baltského moře za dílo „První tisková konference“
- 1965 – Medaile cti „Přátelství národů“ na 9. mezinárodní výstavě fotografií v Berlíně za dílo „Nil je dobyt“
- 1967 – Cena Svazu novinářů SSSR za sérii fotografií „Vojenská Moskva“ na výroční výstavě fotografií „Moje Moskva“
- 1968 – Diplom na mezinárodní fotografické soutěži „Rysy doby“ za práce „Závody na hipodromu Pjatigorsk“ a „Země poslouchá“
- 1968 – Medaile cti Julia Fučíka za sérii fotografií o Velké vlastenecké válce.

## Galerie

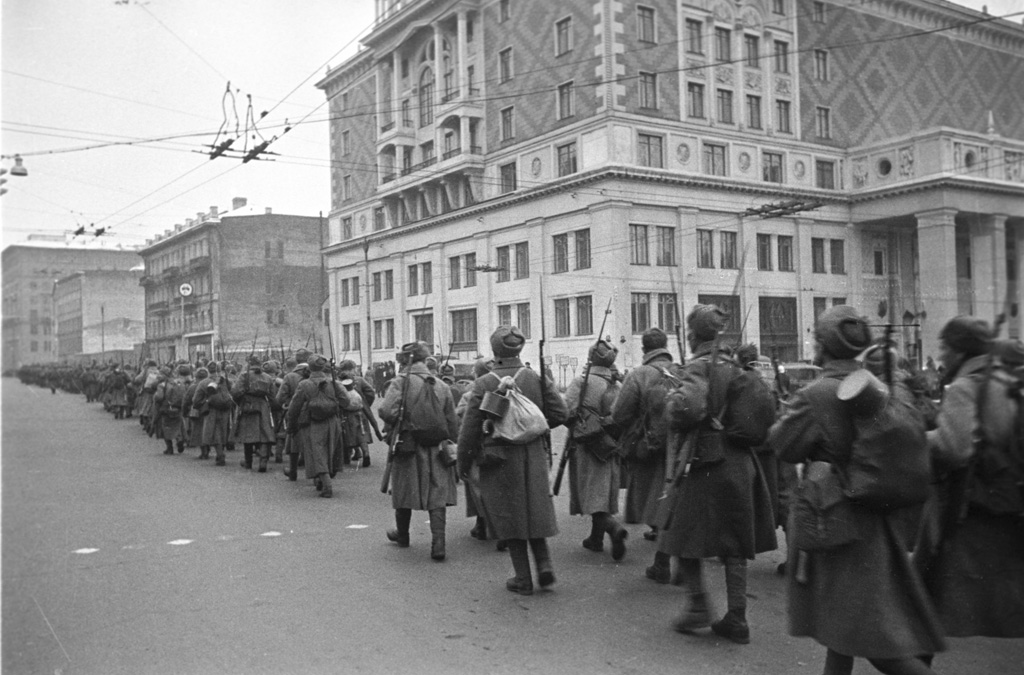
Vojáci jdou na frontu
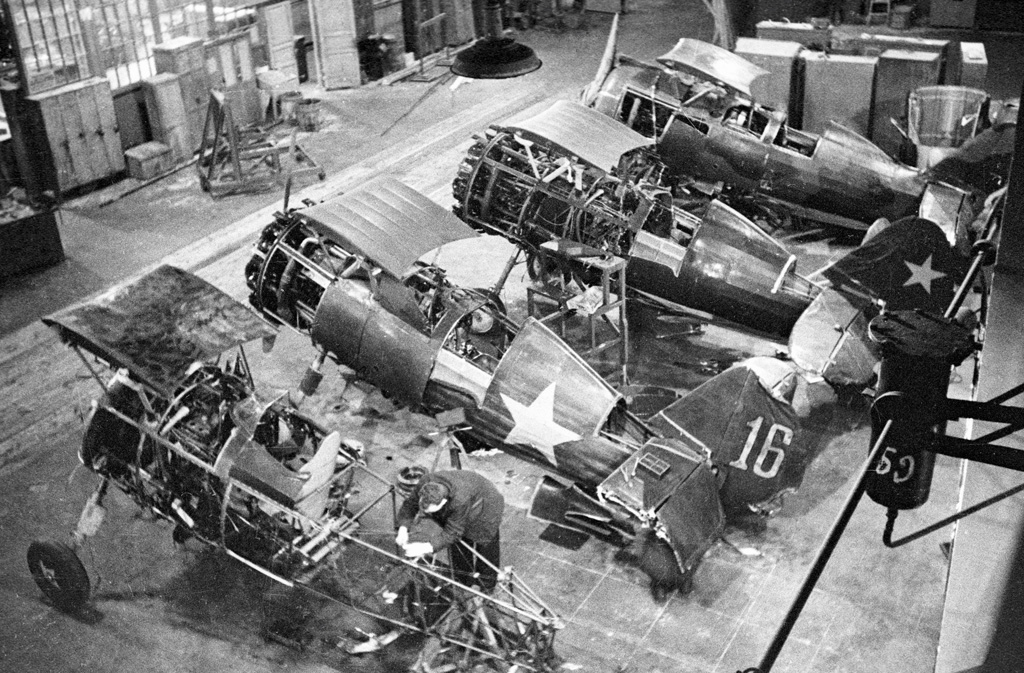
Letadla v servisu
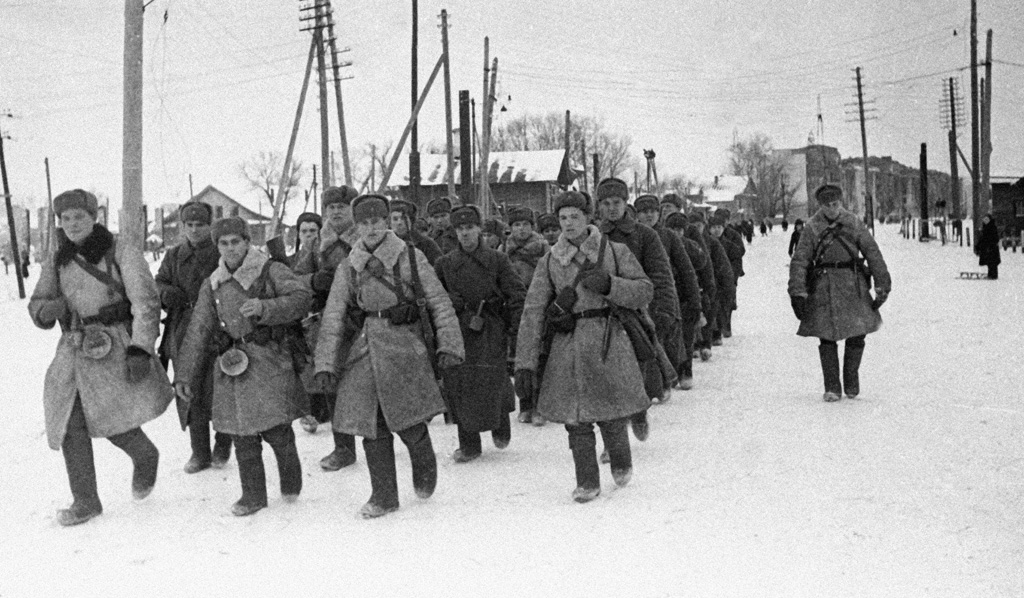
Pochodující vojáci
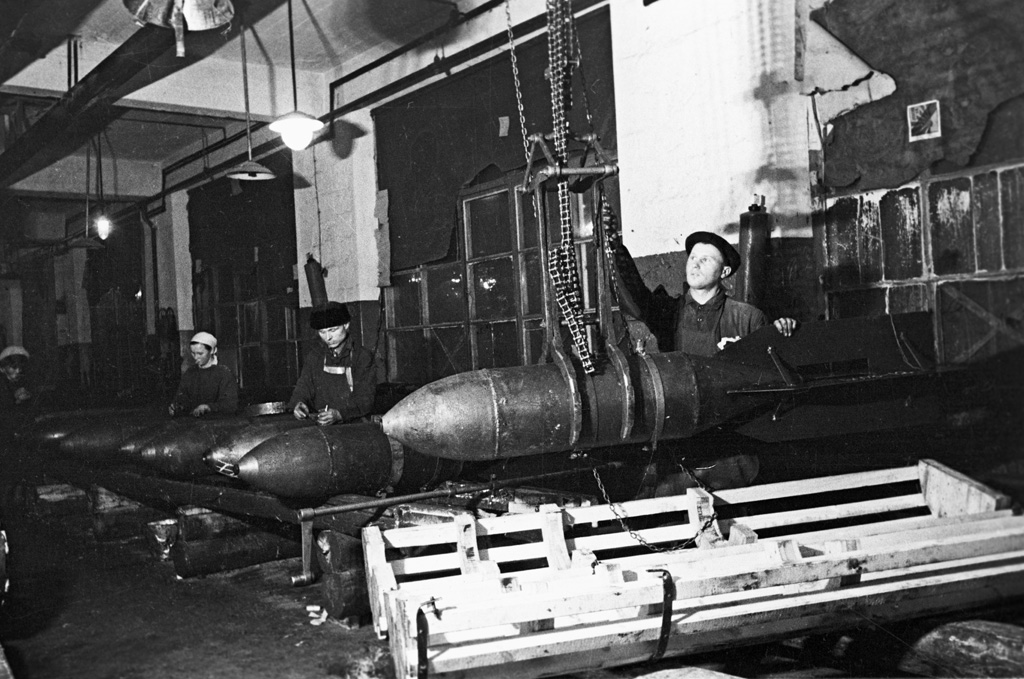
Výroba bomb v továrně v Moskvě
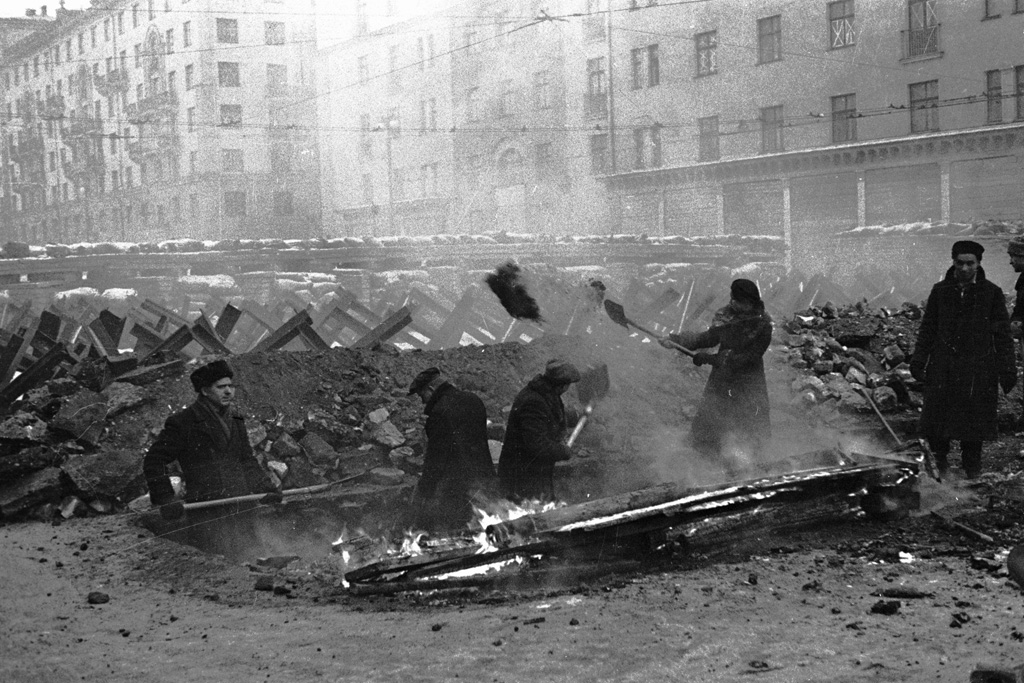
Lidé kopou zákopy
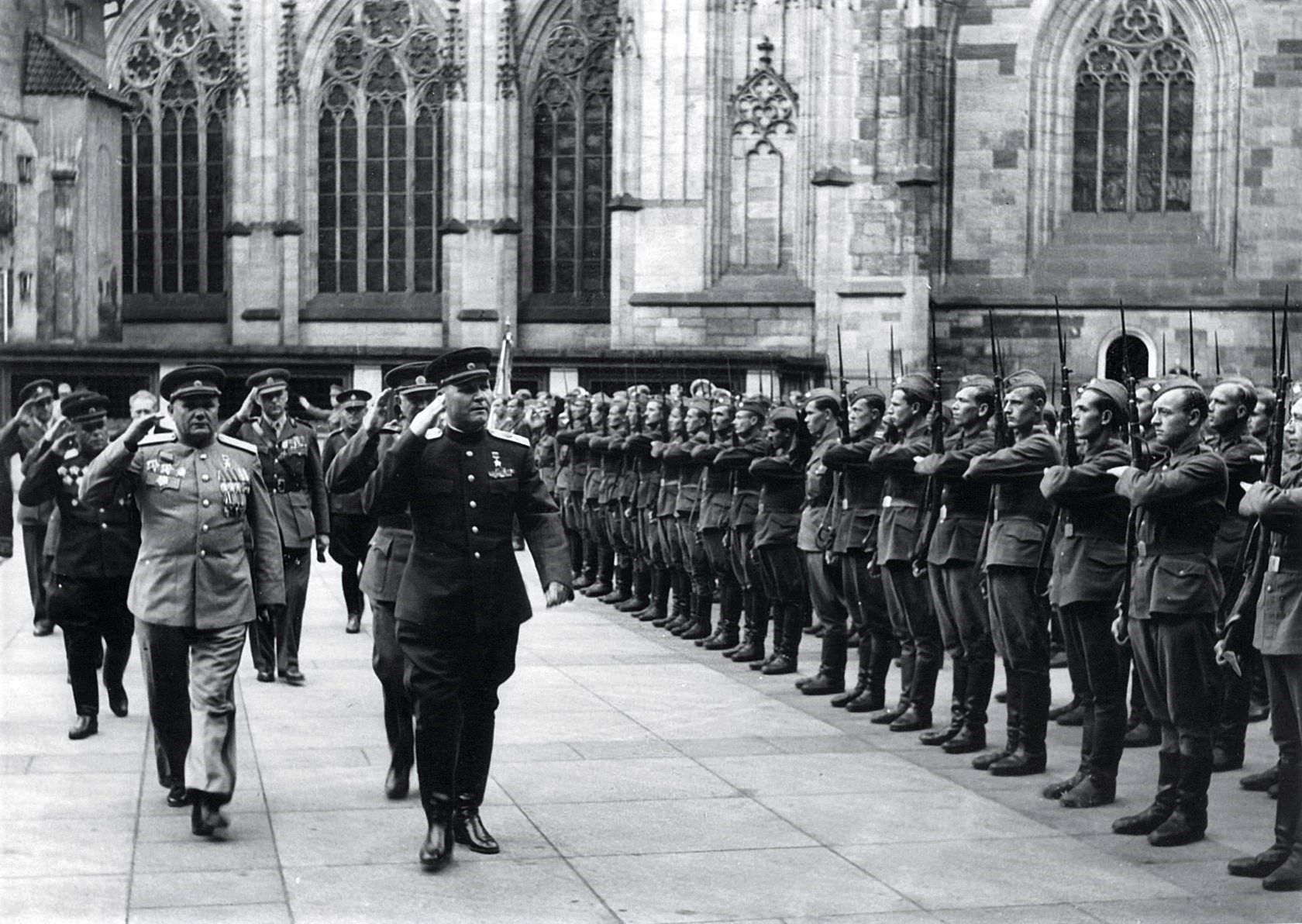
Konev a Eremenko během slavnostního předávání Řádů bílého lva